# Asynjor

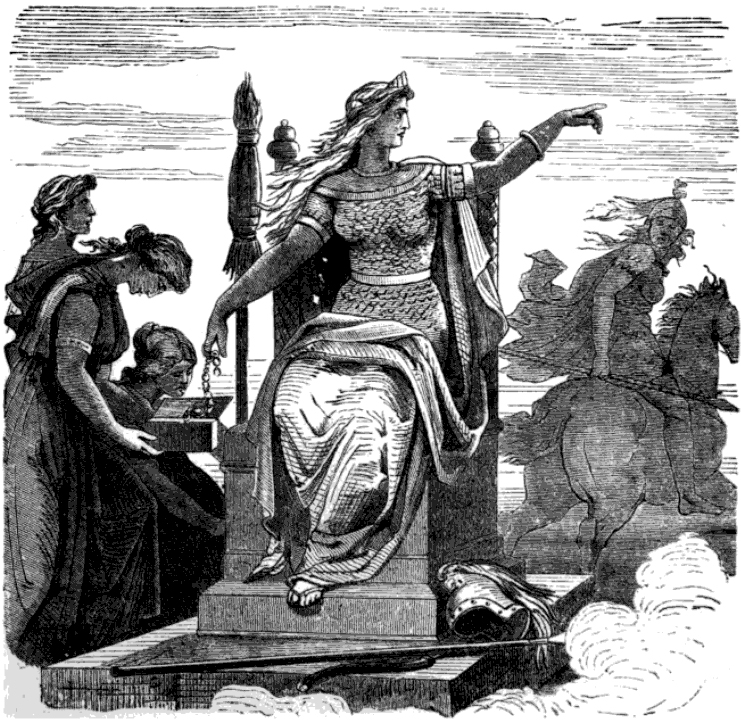
Frigga era considerada pelos nórdicos antigos como a mãe das Asynjor.

Asynja é o feminino de Áss (plural Aesir), ou seja, deusa, sendo o plural Asynjor. É uma deusa da mitologia nórdica. Algumas delas são bem conhecidas, como Frigg, a rainha dos deuses, esposa do deus supremo do panteão germânico, Óðinn (Odin). 
A deusa do amor e da fertilidade Freyja não é uma Asynjor, mas depois da guerra entre os deuses superiores Aesir e Vanir, foi dada como refém dos segundos aos primeiros, indo habitar em Ásgarðr (Asgard) juntamente com seu pai Njörðr (Niord) e seu irmão Freyr.
Outras deusas, algumas vezes mencionadas nas Eddas e nas sagas, são a deusa da juventude Iðun (Idun) e a deusa Jörð, mãe de  Þórr (Thor) com Odin.